# Путошань
Путошань или Путо (кит. 普陀山, пиньинь Pǔtúo Shān) — остров на юго-востоке Китая, входящий в состав архипелага Чжоушань. Расположен к юго-востоку от Шанхая на входе в залив Ханчжоувань, относится к району Путо городского округа Чжоушань провинции Чжэцзян.

## Религия
Остров известен в китайском буддизме как бодхиманда (место просветления) Авалокитешвары, почитаемого в Китае под именем Гуань Инь. Путошань является одной из четырёх священных гор Китая, вместе с Утайшань, Цзюхуашань и Эмэйшань (места просветлений Манджушри, Кшитигарбхи и Самантабхадры соответственно). Название «Путо» произошло от «Поталака» («Potalaka»), горной обители Гуань Инь, упоминаемой в Аватамсака-сутре, также как и название дворца Потала, бывшей резиденции Далай-лам.

## Туризм
В настоящее время остров является охраняемым туристическим объектом. Добраться до Путошаня можно на водном транспорте из Нинбо или Шанхая.

## Достопримечательности
На острове находится множество буддистских храмов, пагод и природных объектов. Наиболее интересны следующие места:
- 33-метровая статуя богини милосердия Гуаньинь, расположенная в южной части острова. В левой руке она держит колесо Дхармы, символ учения Будды.
- Храм Пуцзи — крупнейший комплекс на острове, построен в 1080 году во времена империи Сун и достраиваемый при последующих империях. В главном зале храма по обе стороны от главной статуи Гуаньинь стоят 32 небольшие фигуры, изображающие её различные воплощения.
- Пагода Всех сокровищ — самая древняя пагода на острове. Возведена рядом с храмом Пуцзи в 1334 году во времена империи Юань.
- Храм Фаю — строительство началось в 1580 году. Храм был перестроен в 1699 году по велению императора, правившего под девизом «Канси».
- Храм Хуэйцзи — построен в 1573 году у подножья горы.

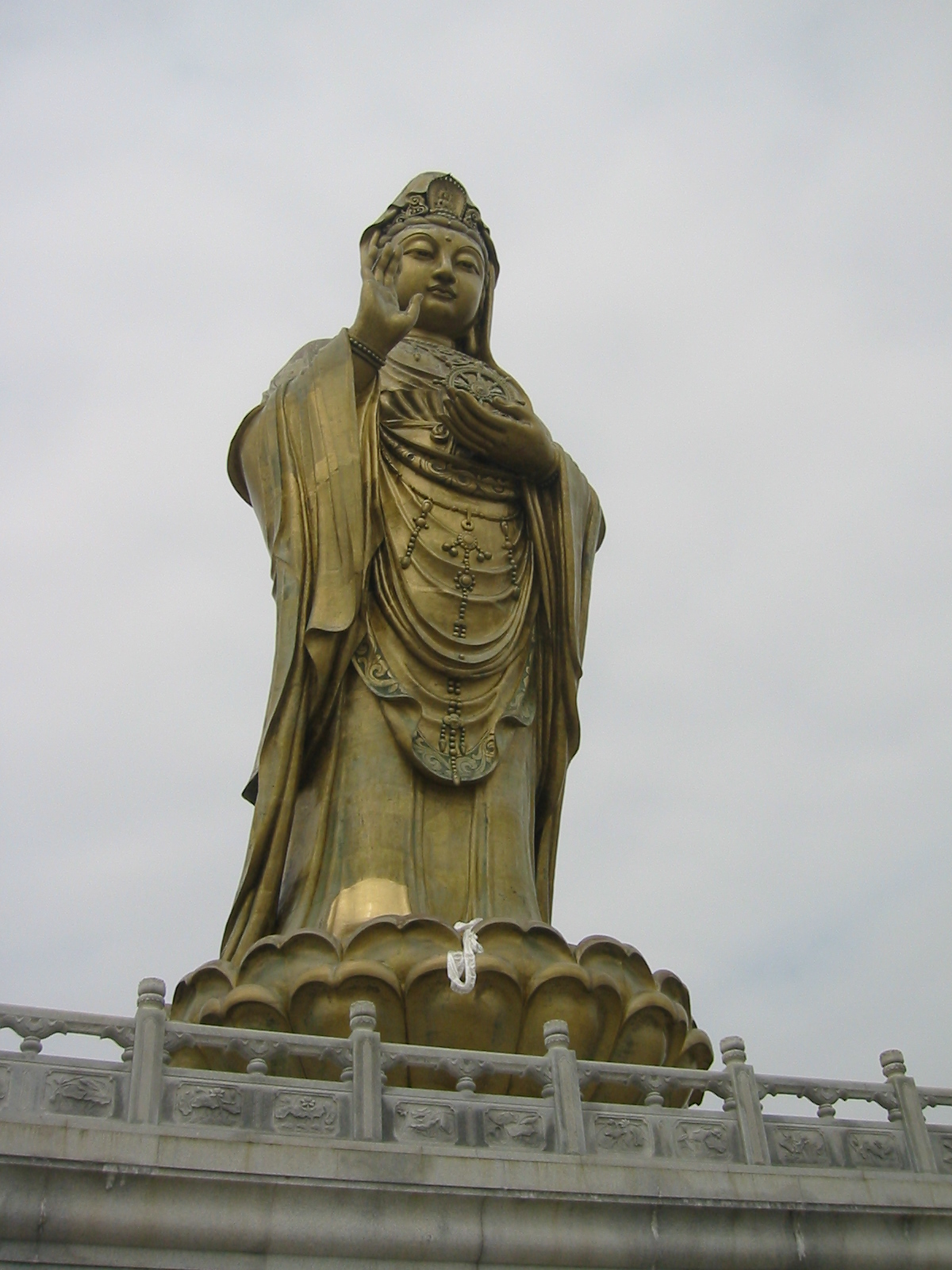
Статуя Гуаньинь
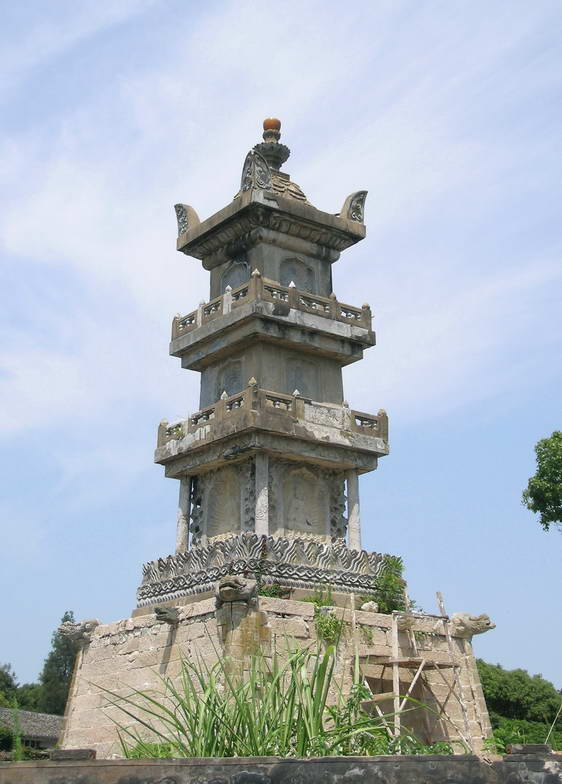
Пагода Всех сокровищ на горе Путо